# كيفن فورمبي
كيفن فورمبي (بالإنجليزية: Kevin Formby)‏ هو لاعب كرة قدم بريطاني، ولد في 22 يوليو 1971 في Ormskirk ‏ في المملكة المتحدة.